# Kia Tigers
Les Kia Tigers (hangeul : 기아 타이거즈) sont une équipe professionnelle sud-coréenne de baseball évoluant dans le championnat KBO. L'équipe est créée en même temps que la ligue en 1982 sous le nom de Haitai Tigers (hangeul : 해태 타이거즈). L'équipe joue ses matchs à domicile au stade Gwangju Mudeung à Gwangju.
Les Tigers ont remporté 11 titres nationaux en autant de participations en finale des Korean Series, le dernier datant de 2017. C'est l'équipe la plus titrée de la KBO.

## Bilan par saisons
| KIA Tigers |               |      |      |      |    |       |       |               |
| Saison     | Nom           | J    | V    | D    | N  | %     | Place | Playoffs      |
| 1982       | Haitai Tigers | 80   | 38   | 42   | 0  | .475  | 4     |               |
| 1983       | Haitai Tigers | 100  | 55   | 44   | 1  | .556  | 2     | Champion      |
| 1984       | Haitai Tigers | 100  | 43   | 54   | 3  | .443  | 5     |               |
| 1985       | Haitai Tigers | 110  | 57   | 52   | 1  | .523  | 3     |               |
| 1986       | Haitai Tigers | 108  | 67   | 37   | 4  | .644  | 2     | Champion      |
| 1987       | Haitai Tigers | 108  | 55   | 48   | 5  | .534  | 2     | Champion      |
| 1988       | Haitai Tigers | 108  | 68   | 38   | 2  | .642  | 1     | Champion      |
| 1989       | Haitai Tigers | 120  | 65   | 51   | 4  | .560  | 2     | Champion      |
| 1990       | Haitai Tigers | 120  | 68   | 49   | 3  | .581  | 2     |               |
| 1991       | Haitai Tigers | 126  | 79   | 42   | 5  | .653  | 1     | Champion      |
| 1992       | Haitai Tigers | 126  | 71   | 54   | 1  | .568  | 2     |               |
| 1993       | Haitai Tigers | 126  | 81   | 42   | 3  | .659  | 1     | Champion      |
| 1994       | Haitai Tigers | 126  | 65   | 59   | 2  | .524  | 3     |               |
| 1995       | Haitai Tigers | 126  | 64   | 58   | 4  | .525  | 4     |               |
| 1996       | Haitai Tigers | 126  | 73   | 51   | 2  | .589  | 1     | Champion      |
| 1997       | Haitai Tigers | 126  | 75   | 50   | 1  | .600  | 1     | Champion      |
| 1998       | Haitai Tigers | 126  | 61   | 64   | 1  | .488  | 5     |               |
| 1999       | Haitai Tigers | 132  | 60   | 69   | 3  | .465  | 4     |               |
| 2000       | Haitai Tigers | 133  | 57   | 72   | 4  | .442  | 3     |               |
| 2001       | KIA Tigers    | 133  | 60   | 68   | 5  | .469  | 5     |               |
| 2002       | KIA Tigers    | 133  | 78   | 51   | 4  | .605  | 2     | Deuxième tour |
| 2003       | KIA Tigers    | 133  | 78   | 50   | 5  | .609  | 2     | Deuxième tour |
| 2004       | KIA Tigers    | 133  | 67   | 61   | 5  | .523  | 4     | Premier tour  |
| 2005       | KIA Tigers    | 126  | 49   | 76   | 1  | .392  | 8     |               |
| 2006       | KIA Tigers    | 126  | 64   | 59   | 3  | .520  | 4     | Premier tour  |
| 2007       | KIA Tigers    | 126  | 51   | 74   | 1  | .408  | 8     |               |
| 2008       | KIA Tigers    | 126  | 57   | 69   | 0  | .452  | 6     |               |
| 2009       | KIA Tigers    | 133  | 81   | 48   | 4  | .609  | 1     | Champion      |
| 2010       | KIA Tigers    | 133  | 59   | 74   | 0  | .444  | 5     |               |
| 2011       | KIA Tigers    | 133  | 70   | 63   | 1  | .526  | 4     | Premier tour  |
| 2012       | KIA Tigers    | 133  | 62   | 65   | 6  | .488  | 5     |               |
| 2013       | KIA Tigers    | 128  | 51   | 74   | 3  | .408  | 8     |               |
| 2014       | KIA Tigers    | 128  | 57   | 74   | 0  | .422  | 8     |               |
| 2015       | KIA Tigers    | 144  | 67   | 77   | 0  | .465  | 7     |               |
| 2016       | KIA Tigers    | 144  | 70   | 73   | 1  | .490  | 5     | Wild Card     |
| Total      | 28 saisons    | 4339 | 2220 | 2032 | 87 | 0.522 |       | 10 titres     |

J : matchs joués, V : victoires, D : défaites, N : nuls, % : pourcentage de victoires, GB (Game Behind) : retard en matchs sur le premier du classement.

## Galerie

Évolution du logo des Haitai Tigers
Logo de 1982 à 1995
Logo de 1996 à 2001

Évolution du logo des Kia Tigers
Logo de 2002 à 2010
Logo de 2010 à 2017
Logo de 2017 à 2021
Logo depuis 2021